# Bischöfliches Palais Eichstätt

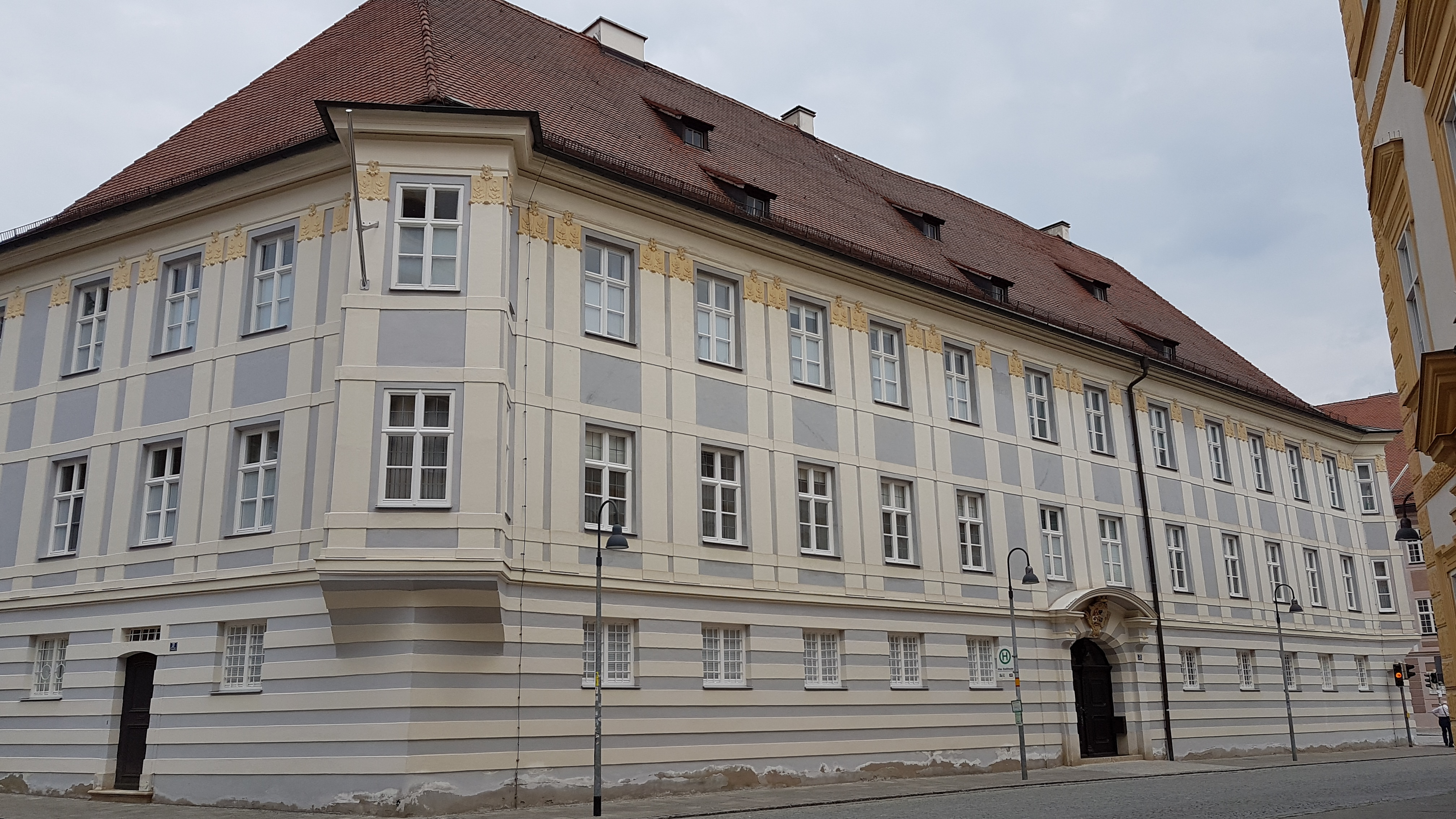
Bischöfliches Palais Eichstätt

Das Bischöfliche Palais Eichstätt ist die Bischofsresidenz des Bischofs von Eichstätt am Pater–Philipp–Jeningen–Platz 3–5 in Eichstätt.

## Geschichte
Das Gebäude wurde als Domherrenhof der Schönborn 1711 von Wilhelm Marquard Graf von Schönborn (1683–1770) erworben und ab 1736 durch den Baumeister Gabriel de Gabrieli unter Einbeziehung älterer Teile tiefgreifend umgestaltet. 1770 ging das Gebäude in den Besitz von Schönborns Großneffen, des Domherrn Friedrich Christoph Wilderich Graf von Walderdorff (1744–1818), über. Er ließ die Räume im ersten Obergeschoss des Hauptgebäudes 1782 oder 1785 durch den Würzburger Künstler Materno Bossi im klassizistischen Stil stuckieren. 1802 wurde das Hochstift Eichstätt vom Kurfürstentum Bayern säkularisiert. Seit 1810 diente der Hof als Sitz des Generalkommissariats des Oberdonaukreises. Nachdem die Residenz Eichstätt an die bayerischen Könige als neue Landesherren gefallen war und an Eugène de Beauharnais als Fürsten von Eichstätt übergeben worden war, wurde die Bischofsresidenz 1817 in den ehemaligen Domherrenhof verlegt, das heutige Bischöfliche Palais Eichstätt. 1968–70 oder 1970/71 wurde der Westflügel durch Karljosef Schattner zu Wohnzwecken umgestaltet.

## Baubeschreibung
In der Liste der Baudenkmäler in Eichstätt ist das Baudenkmal folgendermaßen beschrieben:
Ehemaliger Domherrenhof Schönborn, zwei- bis dreigeschossige barocke Vierflügelanlage mit rustiziertem Erdgeschoss und mit Eckerker zum Leonrodplatz, nach 1736 von Gabriel de Gabrieli unter Einbeziehung älterer Teile errichtet, Umbau durch Karljosef Schattner, 1970/71.